# 共同統治主義
共同統治主義，又譯共治主義、統一主義、和諧統治，政治學術語，字面意思為共同分享政治權力，和諧的統治國家。它有多個意義，通常使用於秘密的政治精英統治，權力由這些秘密精英組成的團體控制，在這個團體內分配，不對外揭露過程，又意譯為精英集團至上主義。

## 起源
英語：源自於名詞，這是利用古希臘字根組合出來的單字，其中syn，意為共同的，加上archy，意為統治。在1828年出版的韦氏词典中就收納了這個名詞，意為共同統治，或分享主權。最早使用這個名詞的作家，一般認為是 Thomas Stackhouse，在1737年出版的著作New History of the Holy Bible from the Beginning of the World to the Establishment of Christianity中，使用了這個名詞。
作家Alexandre Saint-Yves d'Alveydre，在他的著作La France vraie 中，使用Synarchism這個名詞來描敍他心目中最好的政體。他為社會階級之間的差異辯護，主張階級之間團結起來，克服經濟及政治上的衝突，形成和諧社會，以對抗無政府狀態。
某些陰謀論者，使用共同統治主義（Synarchism），來描述一種政體。在這種政體中，秘密的政治精英，組成團體，掌握實際的政治權力，有效的控制國家，如同影子政府，但不向外揭露。

## 各國狀況

### 中國
哈佛歷史學者與漢學家費正清，在1953年出版的著作Trade and Diplomacy on the China Coast: The Opening of the Treaty Ports, 1842-1854中，首次使用共同統治主義來描述中國在清朝時的政治運作方式。